# Біндер
Бі́ндер (від нім. Binder) — ужиткова назва двох різних видів канцелярського приладдя:
- Біндер-брошурувач — пристрій для пробивання дірок і брошурування стосу паперу певного формату спеціальною пружиною
- Біндер-скріпка — пластина спеціальної конфігурації з пружиною, що дає змогу втримувати паку паперу куди більшої товщини, аніж канцелярська скріпка.

Німецький термін Binder утворено від дієслова binden («зв'язувати», «обв'язувати») і має також значину «снопов'язалка», «зв'язна речовина», «палітурник».

## Біндер-брошурувач

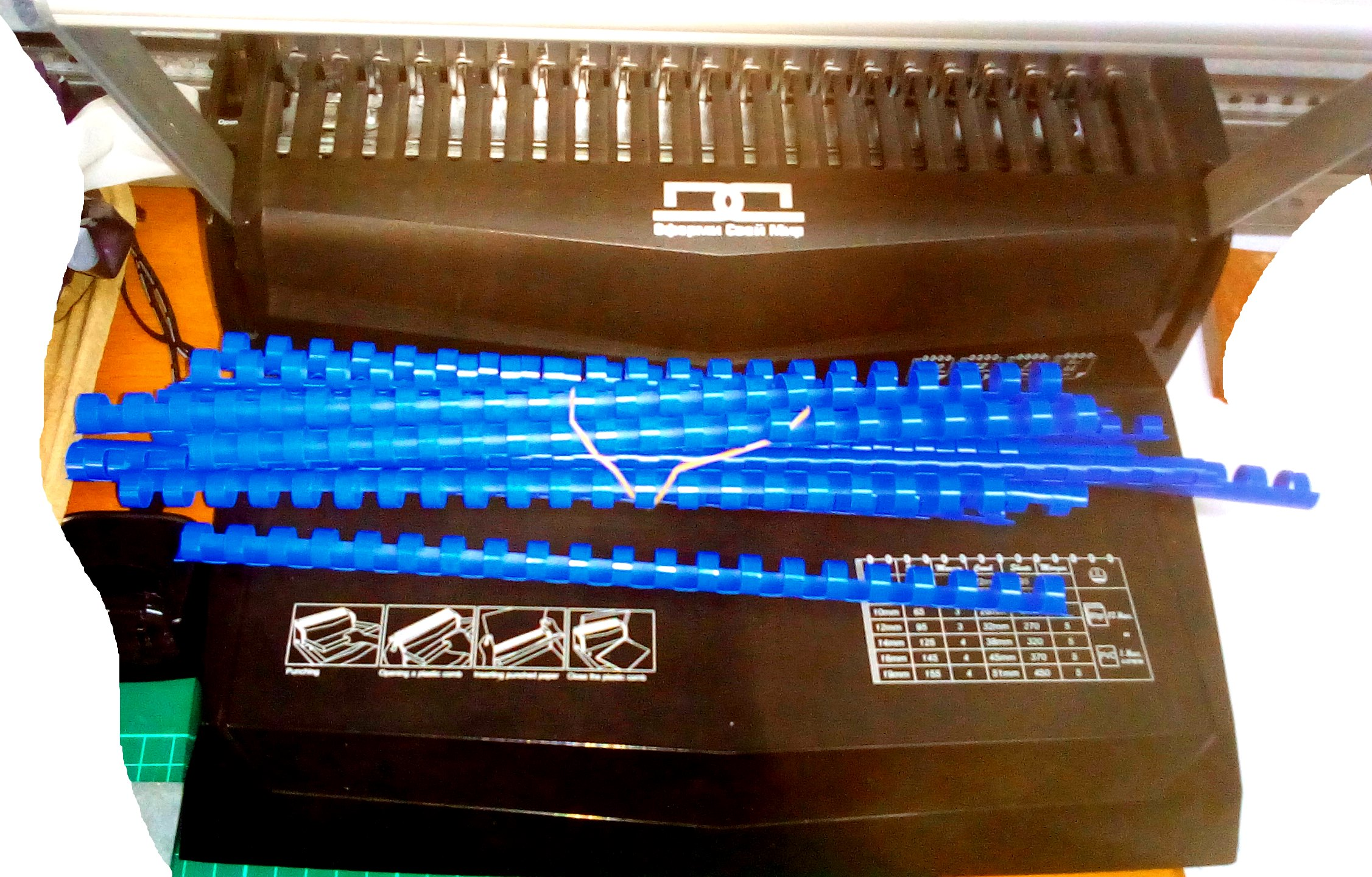
Варіант офісного біндера-брошурувальника з пружинами на палітурку

Варіант брошурування альбому креслень проекту

Біндер-брошурувач — пристрій малої офісної механізації, що дає змогу пробивати дірки для брошурування паперу спеціальними пружинами.
Основні характеристики біндера-брошурувача
- кількість одночасно сперфорованих аркушів
- максимально можлива кількість аркушів в одній палітурці
- наявність чи відсутність ножів для розбивки брошури на менший формат
- кількість робочих важелів
- форма отворів перфорації (круг, прямокутник, квадрат)
- можливості регулювання кроку та глибини перфорації
- діапазон діаметрів застосованих пружин,
- наявність чи відсутність блока для збору перфорації[1]

Біндер-брошурувач можна застосовувати для
- Зрганізування внутрішнього архіву компанії (всі теки виглядатимуть одноманітно)
- Додання естетичного вигляду науковим працям (курсовим проєктам, дипломним працям, монографіям авторів, пояснювальним запискам тощо)
- Виготовлення невеликих накладів фірмових календарів, блокнотів, альбомів чи рекламних матеріалів
- Оформлення меню та прайс-листів
- Створення проєктувальної документації.

Залежно від матеріалу пружини, із якою працює біндер, випливають певні переваги й недоліки.
Найпоширеніший і економічний вид палітурки — на пластикову пружину. Цей спосіб з'єднання аркушів годиться для матеріалів, обсяг яких не перевищує 500 од., напр., для рекламних проспектів чи прайс-листів. Пластикові пружини-гребінки доволі еластичні. Це зручно, оскільки нема потреби виривати листи, їх можна просто акуратно вийняти з будь-якого місця, розпакувавши для цього пружину. Аналогічно можна вставити лист до будь-якого місця готового документа.
Недоліком палітурки на пластикову пружину є те, що документ неможливо розкрити на 360 градусів.
Обкладинка на металеву пружину — це дуже надійний і зручний професійний спосіб формування палітурки. На відміну від пластикового скріплення, металеву пружину розтиснути не можна, але така палітурка набагато міцніше. Металевий вид палітурки надає відмінної якости отриманому документу. Царина, де можна його застосовувати, — це блокноти, календарі, каталоги та зошити.
Недоліками можна вважати високу вартість, незмога повторного використання витратного матеріалу й низьке обмеження кількости переплітаних листів (до 120—130 штук).
Термопалітурку застосовують для скріплення навчальних посібників, брошур і наукових праць.
Принцип роботи
У палітурнику нагрівають спеціальну теку, куди потрібно покласти документа. Корінець теки просочений клеєм, він за нагрівання м'якшає і з'єднує листи документа. Після того, як палітурка охолоне, уже буде можна користуватися цією брошурою. У дорогих моделях клейового апарата є вбудований охолоджувальний складник. Максимальний обсяг матеріалів і документів за такого вигляду палітурки може досягати 600—700 листів, а якість брошур близька до типографського виконання, оскільки використовувати повторно витратні матеріали та сторінки документа неможливо.
Корпус біндера виготовляють із пластику, металу чи роблять його скомбінованим.
Перевагою біндерів із пластиковим корпусом є їх невелика вага і низька вартість. Такі моделі брошурувачів, призначені для роботи з невеликим обсягом матеріалів, який не має перевищувати 150 аркушів.

## Біндер-затискач для паперу

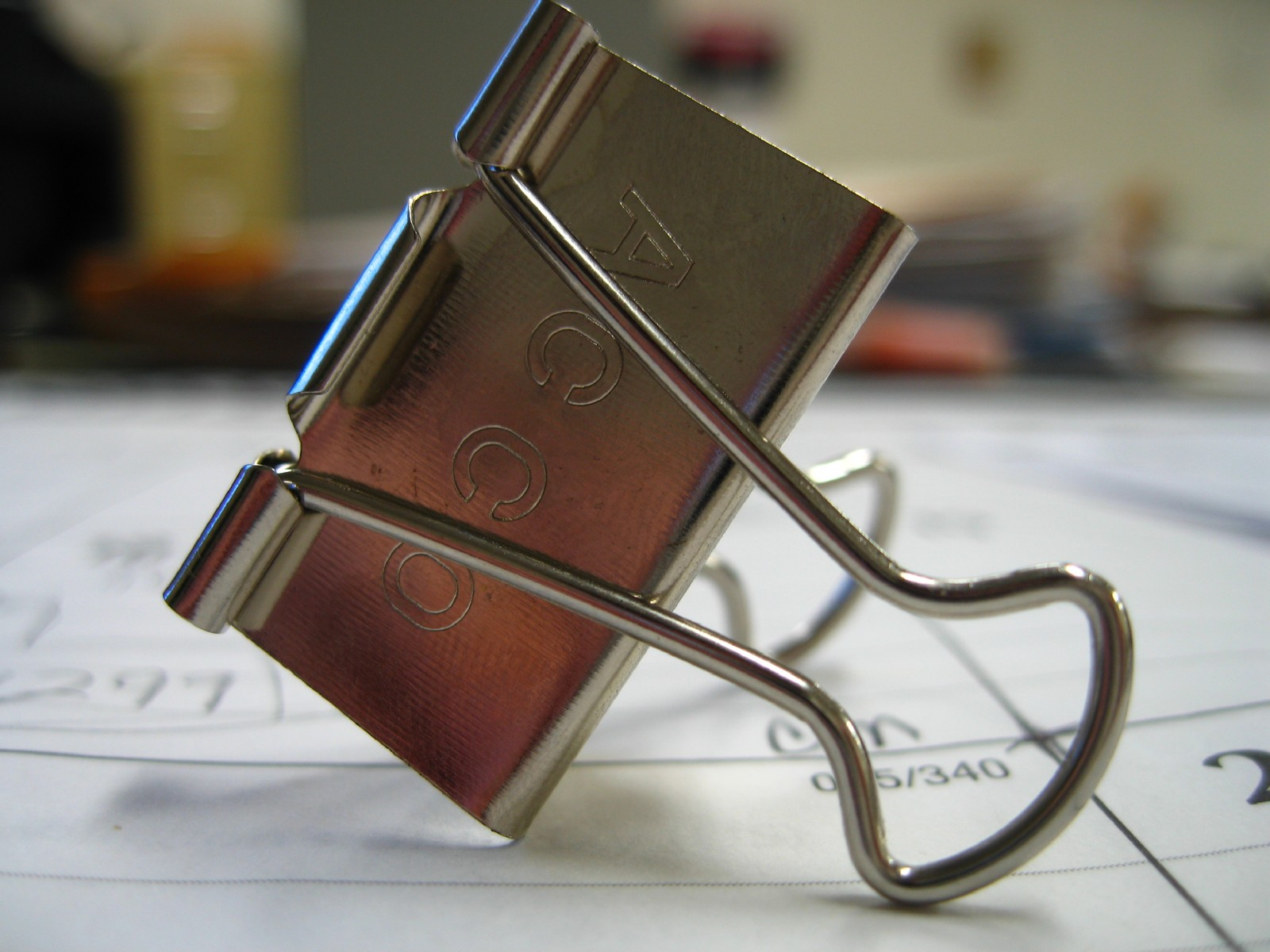
Біндер-затискач

Біндери або затискачі для паперу — зручні офісні приладдя, які дозволяють скріпити між собою документи або прикріпити файли чи аркуші до жорсткої основи (напр., до планшета для письма, до плоского монітора, до теки).
Розмір біндера визначають шириною його бічної частини. Найменший біндер має 15 мм завширшки, найбільший — 51 мм. Також є затискачі 25, 32 і 41 мм у пачках по 12 шт., можна придбати біндери поштучно.
Для паперу формату А4 існує співвідношення
- біндери 15 мм — до 40 аркушів,
- 19 мм — до 60,
- 25 мм — до 100,
- 51 мм — до 200 аркушів.

Призначення затискачів для паперу таке ж, як і у степлерів — скріплювати документи. Але документи, зібрані з допомогою біндера, можна оперативно «розшити» й переставити аркуші в довільному порядку чи витягнути (замінити) частину сторінок. Користувачам степлера для розщивання брошури знадобиться антистеплер, який не завжди напохваті, а численні перепрошивання стосу паперу призведуть до неохайного вигляду аркушів.

## Посилки
- Пропонови щодо купівлі брошурувачів-біндерів на українському ресурсі hotline.ua [Архівовано 16 січня 2019 у Wayback Machine.]
- Навіщо потрібен біндер і як правильно вибрати брошуровальну машину? [недоступне посилання з серпня 2019]